# Steve-O
Stephen Gilchrist „Squirt” Glover, lepiej znany jako Steve-O (ur. 13 czerwca 1974 w Londynie) – urodzony w Wielkiej Brytanii amerykański cyrkowiec, aktor, komik, osobowość telewizyjna, kaskader, prezenter telewizyjny i artysta estradowy. Jego kariera rozrywkowa koncentrowała się głównie na jego akrobacjach w amerykańskim reality show Jackass (2000–2002), emitowany przez stację MTV, a także powiązanych komediach, w tym Jackass - świry w akcji (Jackass: The Movie, 2002), Jackass: Numer dwa (Jackass: Number Two, 2006) i Jackass 3D (2010) oraz jej spin-off serii Wildboyz (2003–2006).

## Życiorys
Urodził się w Wimbledon, w dzielnicy Londynu, w Wielkiej Brytanii. Jego matka, Donna Gay Glover (z domu Wauthier; zm. 2003), była Kanadyjką, a jego ojciec, Richard Edward „Ted” Glover, jest w połowie Anglikiem i pół Amerykaninem. W 1992 ukończył londyńską The American School. W 1993 podjął studia w Szkole Komunikacji na Uniwersytecie Miami, ale porzucił naukę po roku z powodu słabych ocen i nieposłuszeństwa w szkole. W latach 1996–1997 uczęszczał również na Uniwersytet Nowego Meksyku. W 1997 ukończył szkołę cyrkową Ringling Bros. and Barnum & Bailey Clown College w Venice na Florydzie, jako klaun. W 2007 wraz z przyjaciółmi wziął udział w dyskusyjnym programie stacji MTV – The Naked Truth About Boys And Girls. Od roku 2012 prowadzi swój własny program Killer Karaoke. Posiada tatuaż na całe plecy przedstawiający jego samego.

## Filmografia
- 2022: Jackass Forever
- 2022: Jackass 4.5
- 2014: Lennon or McCartney
- 2013: Skum rocks!
- 2011: Jackass 3.5
- 2010: Jackass 3D
- 2007: Jackass 2.5
- 2006: Jackass – Number Two
- 2005: Jackass Presents: Murderball
- 2003: Steve-O: Out on Bail
- 2003: Ukryta tożsamość (Blind Horizon) jako facet w kapeluszu (niewymieniony w czołówce)
- 2003: Wildboyz
- 2002: Making of ‘Jackass: The Movie’
- 2002: Jackass – świry w akcji (Jackass: The Movie)
- 2002: Don't Try This at Home: The Tour
- 2001: Don't Try This at Home: The Steve-O Video
- 2000–2002: Jackass
- 1999: Boob